# Rue Péan
La rue Péan est une voie du 13e arrondissement de Paris, en France.

## Situation et accès
La rue Péan débute au 55, boulevard Masséna et se termine au 10, avenue Claudius-Regaud.

## Origine du nom

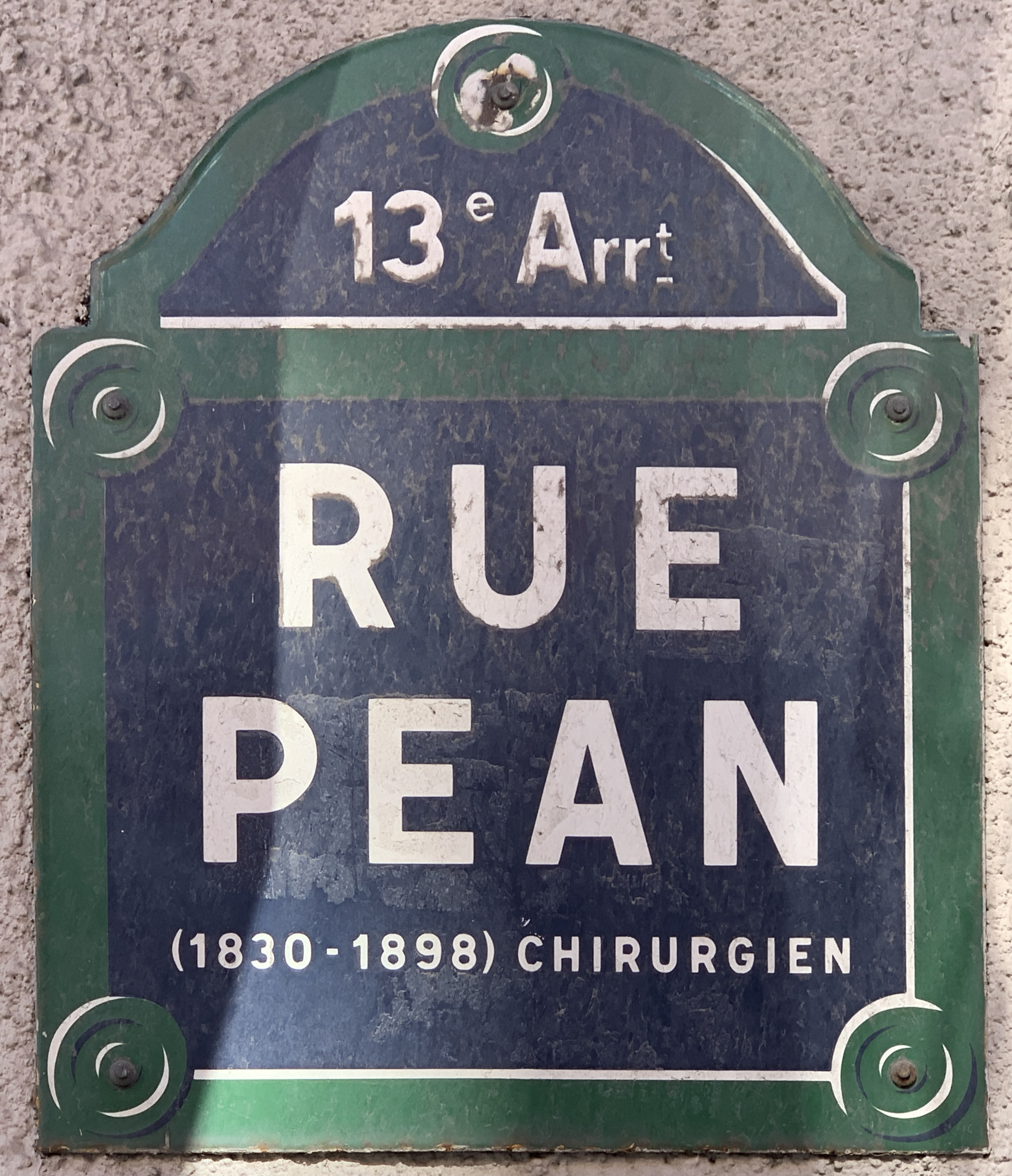
Plaque de la rue.

Elle a reçu son nom en hommage au chirurgien Jules Péan, inventeur de la pince hémostatique ou pince de Péan.

## Historique
Cette rue est ouverte et prend sa dénomination actuelle en 1932 sur l'emplacement du bastion no 90 de l'enceinte de Thiers.